# Myrmorchilus strigilatus
El hormiguero estriado (Myrmorchilus strigilatus), también conocido como batará hormiguero, batará estriado (en Argentina y Paraguay), caraguatero u hormiguero moteado (en Argentina), es una especie de ave paseriforme de la familia Thamnophilidae, la única perteneciente al género monotípico Myrmorchilus. Es nativo de América del Sur.

## Distribución y hábitat

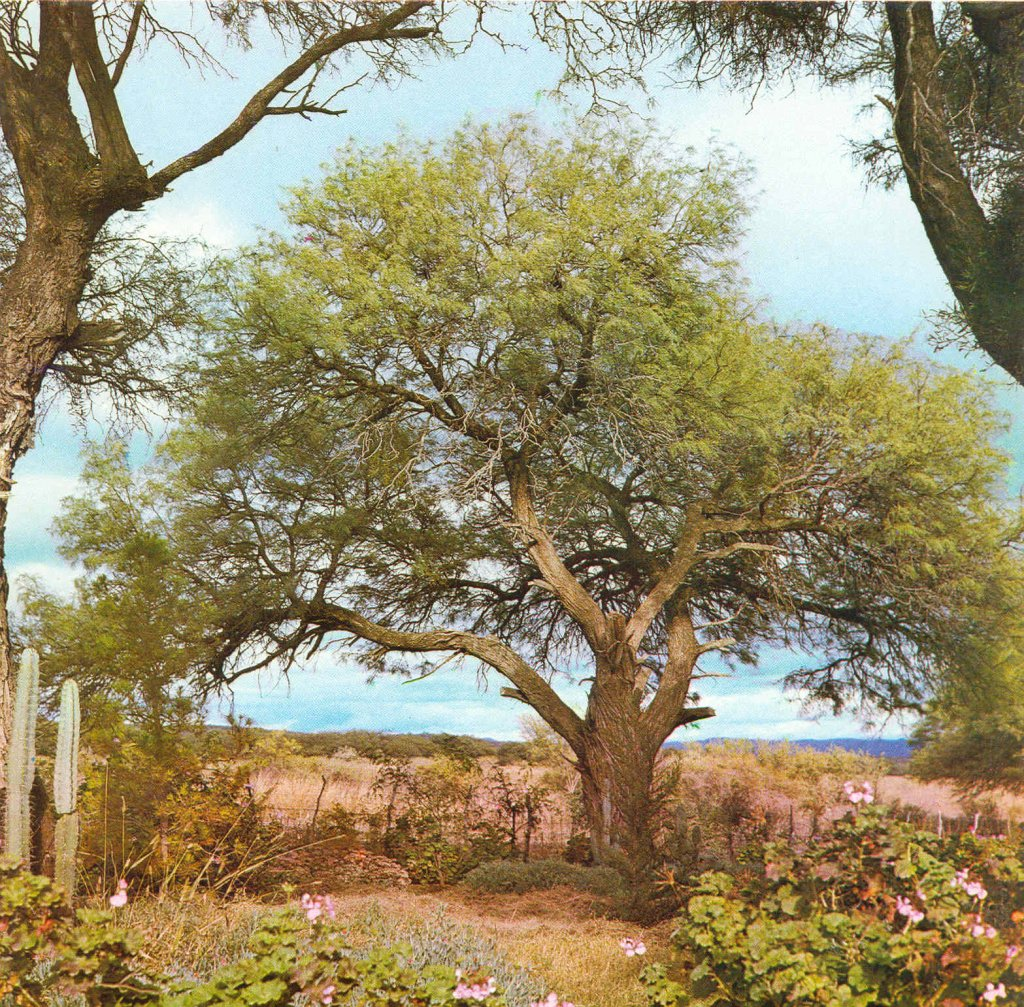
Matorrales del chaco, ejemplo de hábitat de la especie.

Se distribuye en dos áreas disjuntas, en el noreste de Brasil, y en el centro sur del continente (sureste de Bolivia, adyacencias del oeste de Brasil, oeste de Paraguay y norte de Argentina). Ver más detalles en Subespecies.
Esta especie es bastante común en su hábitat natural, en el suelo o cerca, en bosques secos y matorrales de la caatinga y del chaco, hasta los 1100 m de altitud.

## Descripción
Mide entre 15 y 16 cm de longitud y pesa entre 23 y 26 g. Presenta dimorfismo sexual. El macho es notoriamente estriado de negro y rufo por arriba, con una estrecha lista superciliar pardo amarillenta (en el chaco) o blanca (en la caatinga); las coberteras de las alas son negras con dos barras blancas y puntos blancos, la rabadilla y las plumas centrales de la cola son rufas, mientras que las plumas laterales exhiben amplias puntas negras y bordes blancos. La garganta y el pecho son negros, contrastando con la parte baja de la face y el vientre que son blanquecinos. La hembra es bastante parecida, por abajo es blanco parduzco sin el babero negro y el pecho es estriado de pardo oscuro.

## Comportamiento
Anda solitario o en pareja, hurgueteando en el suelo o a baja altura y es difícil de ver ya que tiende a permanecer en la vegetación densa.

### Alimentación
Su dieta consiste de insectos y posiblemente también de otros artrópodos.

### Reproducción
El nido tiene formato de taza o semiesfera construido con fibras vegetales y musgos y liado con telas de arañas, colocado en el suelo. Deposita dos huevos de color rosado con manchas marrones, o salmón claro con manchas castañas, más concentradas en el polo mayor. Ambos miembros de la pareja incuban, una hembra fue observada alimentando a un juvenil con larvas en el mes de diciembre, en el chaco argentino.

### Vocalización
El canto, distintivo, es un sonoro y jadeante «chiim, chiiri-güiír» o «chrii, chrii-cho-uií»; la hembra a veces lo sigue con un descendiente «pur, chiir-chiir-chur-chur-chr-chr». Ambos sexos también dan un llamado «pii-yiír».

## Sistemática

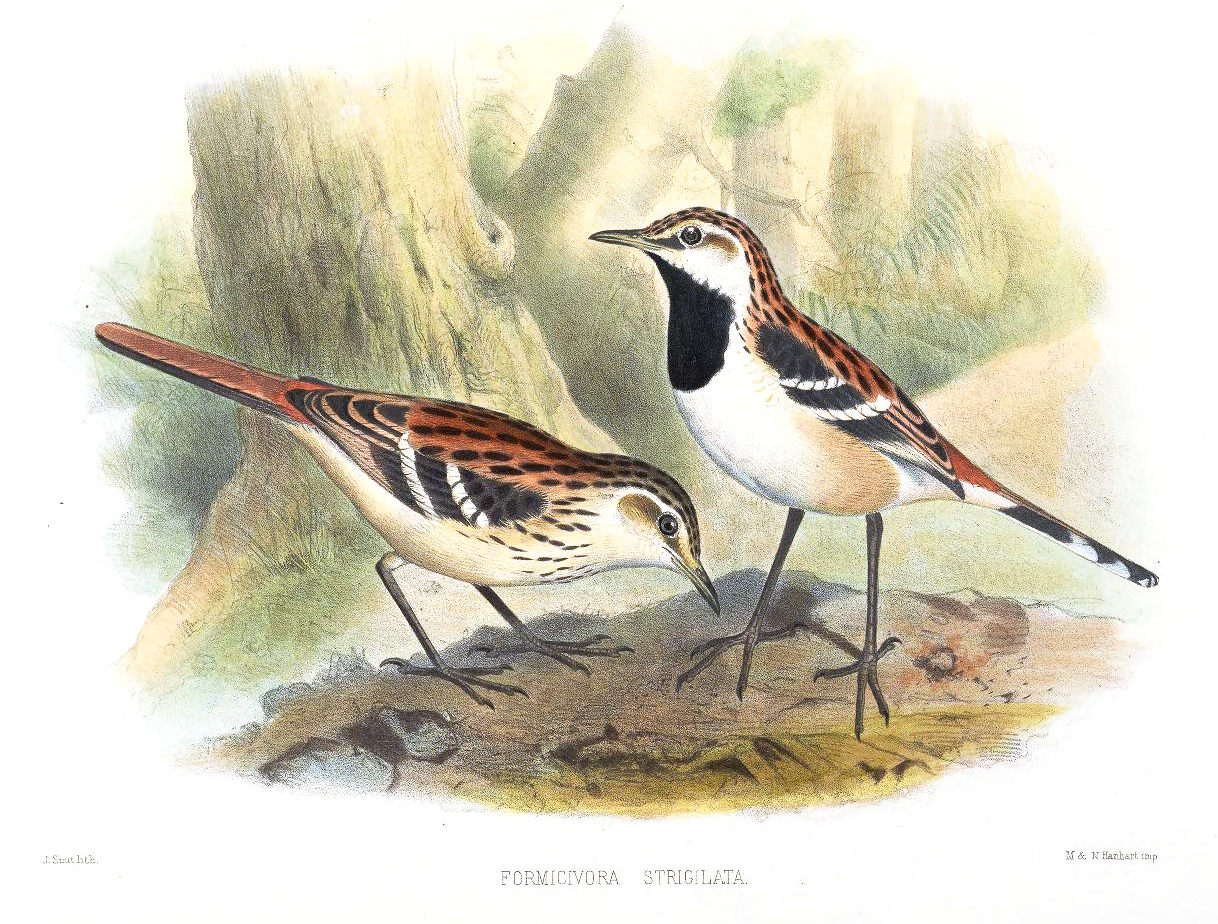
Myrmorchilus strigilatus, ilustración de Smit para Exotic ornithology: containing figures and descriptions of new or rare species of American birds de P.L. Sclater & Salvin, 1869.

### Descripción original
La especie M. strigilatus fue descrita por primera vez por el naturalista alemán Maximilian zu Wied-Neuwied en 1831 bajo el nombre científico Myiothera strigilata; localidad tipo «Bahía, Brasil».
El género Myrmochilus fue descrito por el ornitólogo estadounidense Robert Ridgway en 1909.

### Etimología
El nombre genérico femenino «Myrmorchilus» deriva del griego «murmos»: hormiga, «orkhilos»: pájaro desconocido, significando «hormiguero desconocido»; y el nombre de la especie «strigilatus», del latín: listado, «strigis»: lista, surco.

### Taxonomía
Un amplio estudio de Isler et al 2013 presentó resultados de filogenia molecular, comportamentales y ecológicos  de un denso conjunto de taxones de la familia Thamnophilidae (218 de 224 especies). Estos datos suministraron un fuerte soporte a la existencia de un clado, que denominaron «clado Myrmorchilus», dentro de una tribu Microrhopiini (una de las cinco tribus de la subfamilia Thamnophilinae propuestas por Moyle et al 2009), integrado por el presente género, y tres de los géneros separados del amplio Myrmeciza (objeto principal del estudio): Myrmophylax, Aprositornis y Ammonastes.

### Subespecies
Según la clasificación del Congreso Ornitológico Internacional (IOC) (Versión 7.2, 2017) y Clements Checklist v.2016, se reconocen 2 subespecies, con su correspondiente distribución geográfica:
- Myrmorchilus strigilatus strigilatus (Wied-Neuwied, 1831) – noreste de Brasil (extremo este de Piauí, centro de Ceará y Río Grande do Norte hacia el sur hasta el norte de Minas Gerais).
- Myrmorchilus strigilatus suspicax Wetmore, 1922 – sureste de Bolivia (Santa Cruz al sur hasta Tarija), adyacencias de Brasil (extremo suroeste de Mato Grosso, oeste de Mato Grosso do Sul), oeste de Paraguay (a occidente del río Paraguay) y norte de Argentina (a occidente del río Paraná, hacia el sur hasta Santiago del Estero y Santa Fe).